# ويل كارول
ويل كارول (بالإنجليزية: Will Carroll)‏ هو صحفي رياضي أمريكي، ولد في 1970.